# Список онлайн-енциклопедій
Нижче наведено список визначних онлайн-енциклопедій, що є доступними у мережі Інтернет. Список не претендує на повноту.

## Українською мовою
| Сайт                                  | Мова                              | Опис                                                                                  | Доступ      |
| ------------------------------------- | --------------------------------- | ------------------------------------------------------------------------------------- | ----------- |
| Всеукраїнська електронна енциклопедія | Українська                        | Загального призначення                                                                | Безкоштовна |
| Енциклопедія сучасної України         | Українська                        | Енциклопедія про Україну загального призначення                                       | Безкоштовна |
| Енциклопедія Носівщини                | Українська                        | Енциклопедія про Носівський район Чернігівської області                               | Безкоштовна |
| Фармацевтична енциклопедія            | Українська                        | Енциклопедія, присвячена різним фармацевтичним та дотичним напрямкам                  | Безкоштовна |
| Енциклопедія історії України          | Українська                        | Енциклопедія, присвячена історії України                                              | Безкоштовна |
| Українська бібліотечна енциклопедія   | Українська                        | Енциклопедія, що містить основні відомості про бібліотечно-інформаційну сферу України | Безкоштовна |
| Українці в світі                      | Українська, англійська, російська | Енциклопедія, що містить відомості про українців світу                                | Безкоштовна |
| Українці в Сполученому Королівстві    | Українська, англійська            | Енциклопедія, що містить основні відомості про українців Великої Британії             | Безкоштовна |

## Іноземними мовами
| Сайт                                            | Мова | Опис | Доступ                                                                   |
| ----------------------------------------------- | --- | --- | ------------------------------------------------------------------------ |
| Вікіпедія                                       | Див. список Вікіпедій | Загального призначення, wiki                                                                                          | Безкоштовна, copyleft                                                    |
| Нюпедія                                         | Англійська | З'єдналась із GNUpedia                                                                                                | Припинила існування                                                      |
| Interpedia                                      | Англійська | Загального призначення. Найперший сайт, на якому енциклопедію писали самі користувачі                                 | Припинила існування                                                      |
| Citizendium                                     | Англійська | Загального призначення, Вікі                                                                                          | Безкоштовна                                                              |
| Encyclopædia Britannica Online                  | Англійська | Загального призначення                                                                                                | Обмежений безкоштовний доступ і можливості. Повний доступ за підпискою   |
| Baidu Baike                                     | Китайська | Онлайн-енциклопедія, яку запустив найбільший китайський пошуковий сервіс Baidu                                        | Безкоштовна                                                              |
| Енциклопедія Калбланда                          | Есперанто | Загального призначення. Найперша інтернет-енциклопедія мовою есперанто                                                | Припинила існування, влилась у Вікіпедію мовою есперанто                 |
| Banglapedia                                     | Бенгальська, Англійська | Загального призначення                                                                                                | Безкоштовна                                                              |
| The Canadian Encyclopedia                       | Англійська, Французька | Загального призначення (початковий вміст скопійовано з Canadian Encyclopedia на паперовому носії)                     | Безкоштовна                                                              |
| Columbia Encyclopedia                           | Англійська | Загального призначення                                                                                                | Безкоштовна                                                              |
| Conservapedia                                   | Англійська | На теми американського консерватизму і християнства, Вікі                                                             | Безкоштовна                                                              |
| Crnogorska Enciklopedija                        | Чорногорська | Загального призначення (створена щоб пропагувати чорногорську Вікіпедію)                                              | Припинила існування                                                      |
| Den Store Danske Encyklopædi                    | Данська | Загального призначення                                                                                                | Безкоштовна                                                              |
| Digital Universe                                | Англійська | Колекція статей на освітні, культурологічні і наукові теми                                                            | Безкоштовна                                                              |
| Diplopedia                                      | Англійська | Внутрішня енциклопедія Державного департаменту США, Вікі. Доступна для дипломатів і американських агентів за кордоном | Доступ лише через Державні Установи                                      |
| Doosan Encyclopedia                             | Корейська | Загального призначення                                                                                                | Безкоштовна                                                              |
| EcuRed                                          | Іспанська | Енциклопедія про Кубу загального призначення                                                                          | Безкоштовна                                                              |
| Ekşi Sözlük                                     | Турецька | Загального призначення                                                                                                | Безкоштовна                                                              |
| Encarta                                         | Англійська | Загального призначення                                                                                                | Припинила існування                                                      |
| Encyclopædia Britannica (видання 1911 року)     | Англійська | Загального призначення                                                                                                | Суспільне надбання: повністю безкоштовний доступ з кількох онлайн-джерел |
| Encyclopedia of China                           | Китайська | Загального призначення                                                                                                | За підпискою                                                             |
| Encyklopedia Internautica                       | Польська | Загального призначення                                                                                                | Безкоштовна                                                              |
| Enciclopedia Libre Universal en Español         | Іспанська | Відгалуження Іспанської Вікіпедії, Вікі, виходить під GFDL                                                            | Безкоштовна                                                              |
| Encyclopædia Universalis                        | Французька | Енциклопедія загального призначення яку публікує Encyclopædia Britannica                                              | За підпискою                                                             |
| Everything2                                     | Англійська | Загального призначення, користувачі можуть надсилати статті практично на будь-яку тему                                | Безкоштовна                                                              |
| GNE                                             | Англійська | Загального призначення, статті виходять під ліцензією GNU. У минулому GNUpedia                                        | Безкоштовна                                                              |
| Gran Enciclopèdia Catalana                      | Каталонська | Загального призначення                                                                                                | Безкоштовна                                                              |
| Grand Larousse encyclopédique                   | Французька | Загального призначення                                                                                                | Безкоштовна                                                              |
| Велика радянська енциклопедія                   | Російська, Англійська | Загального призначення, часто статті написані з офіційної радянської точки зору                                       | Безкоштовна                                                              |
| Руніверсаліс                                    | Російська | Енциклопедія на базі MediaWiki, клон російської Вікіпедії з яскраво вираженим проросійським поглядом на події у світі | Безкоштовна                                                              |
| Holocaust Encyclopedia                          | Англійська, арабська, перська, французька, іспанська | Статті на тему голокосту                                                                                              | Безкоштовна                                                              |
| Худун                                           | Китайська | Загального призначення. Найбільша китайська Вікі                                                                      | Безкоштовна                                                              |
| Енциклопедія українознавства                    | Англійська | Енциклопедія про Україну загального призначення                                                                       | Безкоштовна                                                              |
| Internetowa encyklopedia PWN                    | Польська | Загального призначення                                                                                                | Безкоштовна                                                              |
| Kdo byl kdo                                     | Чеська | Біографії знаменитих Чехів і Словаків                                                                                 | Безкоштовна                                                              |
| Keyinpedia                                      | Китайська | Загального призначення                                                                                                | Безкоштовна                                                              |
| Knol                                            | Англійська | Загального призначення                                                                                                | Безкоштовна                                                              |
| Marefa                                          | Арабська | Загального призначення                                                                                                | Безкоштовна                                                              |
| Metapedia                                       | Угорська, німецька, англійська, іспанська, шведська, румунська, естонська, французька, словенська, чеська, португальська, норвезька, хорватська, данська, грецька, нідерландська | На теми білого націоналізму і неонацизму                                                                              | Безкоштовна                                                              |
| Meyers Konversations-Lexikon 4. ed. 1888 - 1892 | Німецька | Загального призначення                                                                                                | Безкоштовна                                                              |
| Nationalencyklopedin                            | Шведська | Загального призначення, повна                                                                                         | За підпискою                                                             |
| Open Site                                       | Англійська | Категоризована енциклопедія, побудована спільнотою, натхненником для якої був DMOZ                                    | Більше не енциклопедія                                                   |
| Probert Encyclopaedia                           | Англійська | Загального призначення                                                                                                | Припинила існування                                                      |
| Proleksis Encyclopedia                          | Хорватська | Загального призначення і національна                                                                                  | Безкоштовна, з реєстрацією                                               |
| Sarvavijnanakosam                               | Малаялам | Загального призначення                                                                                                | Безкоштовна                                                              |
| Scholarpedia                                    | Англійська | Статті до неї пишуть науковці й рецензують задля точності                                                             | Безкоштовна                                                              |
| Store norske leksikon                           | Букмол | Загального призначення                                                                                                | Безкоштовна                                                              |
| Susning.nu                                      | Шведська | Вікі шведською мовою 2001–2009 років                                                                                  | Припинила існування                                                      |
| Từ điển Bách khoa toàn thư Việt Nam             | В'єтнамська | Загального призначення. Виходить за державний кошт                                                                    | Безкоштовна                                                              |
| Veropedia                                       | Англійська, нідерландська, іспанська | Стабільні дзеркальні версії вибраних статей Англійської Вікіпедії                                                     | Припинила існування                                                      |
| Vikidia                                         | Французька, іспанська, англійська, російська, італійська | Статті призначені для дітей від 8 до 13 років                                                                         | Безкоштовна                                                              |
| WIEM                                            | Польська | Загального призначення                                                                                                | Безкоштовна                                                              |
| Winkler Prins                                   | Нідерландська | Загального призначення, три різні вікові групи                                                                        | За підпискою                                                             |
| World Book Encyclopedia                         | Англійська | Загального призначення                                                                                                | За підпискою                                                             |

## Зовнішні посилання
- "Encyclopedic Knowledge, Then vs. Now", The New York Times, May 3, 2009 [Архівовано 21 грудня 2012 у Wayback Machine.]